# Mathilde Flögl
Mathilde Flögl, také Hilde Flögl, česky Matylda Flöglová (9. září 1893 Brno – 18. července 1958 Salcburk) byla česko-rakouská malířka, grafička, všestranná designérka a textilní výtvarnice. 

## Život a dílo
Narodila se v Brně v ulici císaře Františka Josefa jako druhé ze čtyř dětí v dobře situované rodině Alfonse Flögla (* 1859) a jeho manželky Aurelie (* 1869). Měla starší sestru Aurelii a mladší sourozence Marii a Fridricha.  Její otec byl od roku 1891 ředitelem  C. a k. učiliště pro textilní průmysl, (K. und k. Lehranstalt für Textilienindustrie, jež určila její první školení a profesní směřování. Po té mezi léty 1907–1909 absolvovala c. a k. technickou školu oboru tkalcovství ve Svitavách. Poté studovala v letech 1909–1916 na Uměleckoprůmyslové škole ve Vídni u profesorů Antona von Kennera, Josefa Hoffmanna, Alfreda Rollera, t Oskara Strnada, Rudolfa von Larisch a Franze Čižka, techniku emailu studovala u Adély von Stark. 
V roce 1916 nastoupila do Wiener Werkstätte a členkou těchto uměleckých dílen byla až do roku 1931. Navrhovala nástěnné malby, které buď sama prováděla ručně, nebo tvořila šablony pro sériový dekor v interiérech bytů, kaváren (Grabencafé ve Vídni) nebo v obchodních prostorách, pro něž vnitřní zařízení navrhoval Josef Hoffmann. 
Pracovala pro Wiener Werkstätte téměř ve všech uměleckořemeslných oborech ruční práce: keramika, slonovina, kůže, dřevo, grafika a grafický design, malovaný dekor skla, email na mědi, tkaniny, módní oděvy a oděvní doplňky, email na mědi, krajky, tylové výšivky, tašky, kabelky a tapety. 
V roce 1928 sestavila, redakčně i typograficky upravila výroční publikaci The Wiener Werkstätte 1903–1928: The Evolution of Modern Applied Art (Vídeňské umělecké dílny 1903-1928. Evoluce moderního užitého umění.), která vyšla tiskem roku 1929. 
Vytvořila desítky módních návrhů oděvů a módních doplňků pro časopisy „Die Mode“ z let 1914-1915 a „The Life of a Lady“ z roku 1916. 
V letech 1931–1935 měla ve Vídni vlastní ateliér módy a interiérového designu. V roce 1935 se přestěhovala do Československa a až do roku 1941 vyučovala na různých uměleckoprůmyslových školách. Další válečná léta strávila ve Vídni. V padesátých letech se přestěhovala do Salcburku, kde opět vyučovala na uměleckoprůmyslové škole.
- Byla členkou rakouského Werkbundu a Vienna Women's Art a účastnila se jejich výstav v různých evropských městech.

## Zastoupení ve sbírkách muzeí
- Uměleckoprůmyslové muzeum ve Vídni
- Muzeum města Vídně
- Cooper Hewitt Museum v New Yorku (které je součástí Smithsonian Institution) má 62 jejích návrhů na dekor tkanin, kresby akvarelem na papíře, i realizací, například malbu na hedvábí nebo vyšívaný váček na tabák.[4]
- Metropolitní muzeum umění v New Yorku[5]
- Kyoto Costume Institute v Kjótu